# Jealousy (sång av Pet Shop Boys)
Jealousy är en låt av den brittiska duon Pet Shop Boys. Den skrevs ursprungligen 1982 och spelades in till albumet Behaviour 1990. Året därpå släpptes en något annorlunda version som singel vilken nådde 12:e plats på den brittiska singellistan. Den versionen finns med på Pet Shop Boys båda Greatest Hits-album. På livealbumet Concrete sjungs låten av Robbie Williams.

## Bakgrund
Jealousy var en av de allra första låtarna som Neil Tennant och Chris Lowe skrev tillsammans 1982. Lowe skrev melodin på ett piano och Tennant texten som handlar om svartsjuka och misstankar om otrohet i ett förhållande. De avstod från att ta med den på något av duons fyra första album eftersom de ville att filmmusikkompositören Ennio Morricone skulle göra ett orkesterarrangemang till låten. Något svar kom dock aldrig från Morricone och till slut gjordes arrangemanget i stället av Harold Faltermeyer.  

## Andra versioner
Låten har gjorts i coverversioner av grupperna Dubstar och West End Girls.

## Låtförteckning
7": Parlophone / R 6283 (UK)
1. "Jealousy" (7" version) – 4:16
2. "Losing my mind" (7" version) – 4:34

CD: Parlophone / CD R 6283 (UK)
1. "Jealousy" (7" version) – 4:16
2. "Losing My Mind" (Disco Mix) – 6:07
3. "Jealousy" (Extended Mix) – 7:54

CD: Parlophone / CDRS 6283 (UK)
1. "Jealousy" (Extended Mix) – 7:54
2. "This must be the place I waited years to leave" (Extended Mix) – 7:24
3. "So hard" (Eclipse Mix) – 4:02

12": Parlophone / 12 R 6283 (UK)
1. "Jealousy" (Extended Mix) – 7:54
2. "Losing my mind" (Disco Mix) – 6:08